# Yu Sun-bok
Yu Sun-bok (유순복, 2 augustus 1970) is een Noord-Koreaans tafeltennisspeelster. Samen met haar landgenote Li Bun-hui en de Zuid-Koreaanse speelsters Hyun Jung-hwa en Hong Cha-ok vormde ze in Chiba 1991 een verenigde Koreaanse ploeg die wereldkampioen werd in het toernooi voor landenploegen. Met Bun-hui vormde ze een vrouwendubbel dat een jaar later brons won op de Olympische Zomerspelen 1992.

## Sportieve loopbaan
Sun-bok maakte haar internationale (senioren)debuut in 1989, toen ze zowel aan de wereldkampioenschappen in Dortmund als aan de Azië Cup in Peking deelnam. Bij deelnames aan haar tweede en derde WK stond ze beide keren in de finale van de discipline voor landenploegen. Bij de eerste gelegenheid won Sun-bok tegen China haar enige wereldtitel, in een ploeg bestaande uit zowel Zuid- als Noord-Koreaanse speelsters. Een jaar later trof ze wederom China in eindstrijd, maar was ditmaal met een ploeg bestaande uit enkel Noord-Koreaansen niet opgewassen tegen de recordkampioenes.
De enige grote internationale toernooioverwinning die Sun-bok in het enkelspel op haar naam schreef, was de Azië Cup in Peking 1989. Ze versloeg in de finale de Chinese Qiao Hong. Dezelfde Hong versperde haar en Bun-hui drie jaar later in de halve finale van Sun-boks enige Olympische toernooi de weg naar de eindstrijd in het vrouwendubbel. De Noord-Koreaanse ging naar huis met brons en kon zich troosten met de gedachte dat Hong met Deng Yaping uiteindelijk het toernooi won en ze dus verloren had van het kampioensduo.

## Erelijst
- Wereldkampioen landenploegen 1991 (met een verenigde Koreaanse ploeg), zilver in 1993 (met Noord-Korea)
- Zilver op de WTC-World Team Cup 1990, brons in 1991 (beide met Noord-Korea)
- Brons vrouwendubbel op de Olympische Zomerspelen 1992 (met Li Bun-hui)
- Winnares Azië Cup enkelspel 1989
- Brons Azië Top-8 in 1993